# Comuna Cermei, Arad
Cermei (în maghiară: Csermő, în germană: Tschermei) este o comună în județul Arad, Crișana, România, formată din satele Avram Iancu, Cermei (reședința) și Șomoșcheș.

## Demografie
Componența etnică a comunei Cermei
     Români (80,41%)
     Romi (9,11%)
     Maghiari (2,36%)
     Alte etnii (0,28%)
     Necunoscută (7,84%)
Componența confesională a comunei Cermei
     Ortodocși (72,33%)
     Penticostali (5,44%)
     Adventiști (4,57%)
     Romano-catolici (4,49%)
     Baptiști (3,55%)
     Alte religii (1,34%)
     Necunoscută (8,28%)
Conform recensământului efectuat în 2021, populația comunei Cermei se ridică la 2.537 de locuitori, în scădere față de recensământul anterior din 2011, când fuseseră înregistrați 2.722 de locuitori. Majoritatea locuitorilor sunt români (80,41%), cu minorități de romi (9,11%) și maghiari (2,36%), iar pentru 7,84% nu se cunoaște apartenența etnică. Din punct de vedere confesional, majoritatea locuitorilor sunt ortodocși (72,33%), cu minorități de penticostali (5,44%), adventiști (4,57%), romano-catolici (4,49%) și baptiști (3,55%), iar pentru 8,28% nu se cunoaște apartenența confesională.

## Politică și administrație
Comuna Cermei este administrată de un primar și un consiliu local compus din 11 consilieri. Primarul, Ioan-Daniel Vesa[*], de la Partidul Național Liberal, este în funcție din 2000. Începând cu alegerile locale din 2024, consiliul local are următoarea componență pe partide politice:
|  | Partid                          | Consilieri | Componența Consiliului | Componența Consiliului | Componența Consiliului | Componența Consiliului | Componența Consiliului | Componența Consiliului | Componența Consiliului | Componența Consiliului |
|  | ------------------------------- | ---------- | ---------------------- | ---------------------- | ---------------------- | ---------------------- | ---------------------- | ---------------------- | ---------------------- | ---------------------- |
|  | Partidul Național Liberal       | 8          |                        |                        |                        |                        |                        |                        |                        |                        |
|  | Partidul Social Democrat        | 2          |                        |                        |                        |                        |                        |                        |                        |                        |
|  | Alianța pentru Unirea Românilor | 1          |                        |                        |                        |                        |                        |                        |                        |                        |

## Atracții turistice
- Biserica "Sfântul Mucenic Dimitrie" din satul Cermei, construcție secolul al XIX-lea